# Saussan
Saussan est une commune française située dans l'est du département de l'Hérault, en région Occitanie.
Exposée à un climat méditerranéen, elle est drainée par la Mosson, le Coulazou, les ruisseaux de Vertoublanc, de Brue et de Pisse-Saumes. La commune possède un patrimoine naturel remarquable : un site Natura 2000 (la « plaine de Fabrègues-Poussan ») et une zone naturelle d'intérêt écologique, faunistique et floristique.
Saussan est une commune urbaine qui compte 1 926 habitants en 2022, après avoir connu une forte hausse de la population depuis 1962. Elle est dans l'agglomération de Montpellier et fait partie de l'aire d'attraction de Montpellier. Ses habitants sont appelés les Saussanais et Saussanaises.

## Géographie
La commune de Saussan se situe à l’est du département de l’Hérault. Sur une colline, Saussan surplombe les communes voisines de Pignan et Fabrègues. Le village se trouve à environ 15 km de la mer Méditerranée. Perché autour de son ancien castellas, avec un point culminant à 53 mètres. Saussan est un petit village qui fait partie d’un tissu de centre de peuplement dense, entouré par une série de communes entre ses deux si proches voisines, Pignan et Fabrègues à deux kilomètres et une série de six autres villages situés entre 6 et 9 km. Saint-Jean-de-Védas a 6,2 km, Cournonterral a 6,5 km, Murviel-lès-Montpellier a 6,8 km, Saint-Georges-d'Orques a 7,3 km, Juvignac a 8,8 km, Cournonsec a 9 km.

### Communes limitrophes
Les communes limitrophes sont  Fabrègues, Lavérune, Pignan et Saint-Jean-de-Védas.
| Pignan |           | Lavérune            |
|        | Saussan   | Saint-Jean-de-Védas |
|        | Fabrègues |                     |

### Hydrographie
Saussan est traversé par deux affluents de la Mosson : les ruisseaux de Brue et de Vertoublanc qui sont habités par de nombreuses espèces telles que des [[Vignette pour Gallinule poule-d'eau
Gallinule poule-d'eau |poules d’eau]].

### Climat
Pour des articles plus généraux, voir Climat de l'Occitanie et Climat de l'Hérault.
En 2010, le climat de la commune est de type climat méditerranéen franc, selon une étude s'appuyant sur une série de données couvrant la période 1971-2000. En 2020, Météo-France publie une typologie des climats de la France métropolitaine dans laquelle la commune est exposée à un climat méditerranéen et est dans la région climatique  Provence, Languedoc-Roussillon, caractérisée par une pluviométrie faible en été, un très bon ensoleillement (2 600 h/an), un été chaud (21,5 °C), un air très sec en été, sec en toutes saisons, des vents forts (fréquence de 40 à 50 % de vents > 5 m/s) et peu de brouillards.
Pour la période 1971-2000, la température annuelle moyenne est de 14,7 °C, avec une amplitude thermique annuelle de 16,2 °C. Le cumul annuel moyen de précipitations est de 706 mm, avec 5,9 jours de précipitations en janvier et 2,6 jours en juillet. Pour la période 1991-2020, la température moyenne annuelle observée sur la station météorologique la plus proche, située sur la commune de Villeneuve-lès-Maguelone à 8 km à vol d'oiseau, est de 15,4 °C et le cumul annuel moyen de précipitations est de 591,6 mm,. Pour l'avenir, les paramètres climatiques de la commune estimés pour 2050 selon différents scénarios d'émission de gaz à effet de serre sont consultables sur un site dédié publié par Météo-France en novembre 2022.

### Milieux naturels et biodiversité

#### Réseau Natura 2000

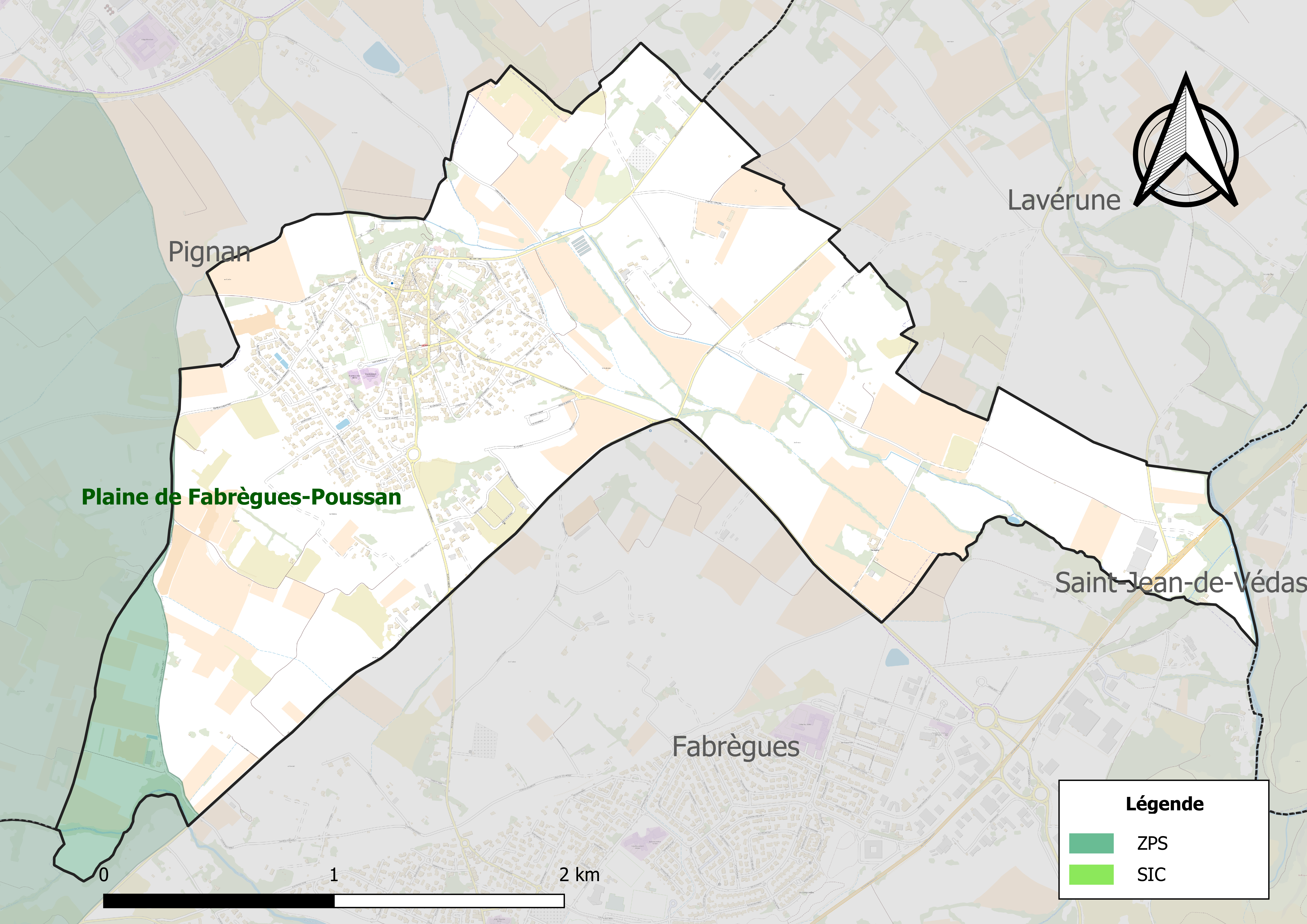
Sites Natura 2000 sur le territoire communal.

Le réseau Natura 2000 est un réseau écologique européen de sites naturels d'intérêt écologique élaboré à partir des directives habitats et oiseaux, constitué de zones spéciales de conservation (ZSC) et de zones de protection spéciale (ZPS).
Un site Natura 2000 a été défini sur la commune au titre  de la directive oiseaux : la « plaine de Fabrègues-Poussan », d'une superficie de 3 288 ha, favorable à de nombreuses espèces d'oiseaux à forte valeur patrimoniale. Elle accueille notamment l'une des dernières populations languedociennes de la Pie-grièche à poitrine rose qui a fortement régressé en France, le Rollier d'Europe dont la répartition en France est quasiment limitée aux régions Provence-Alpes-Côte-d'Azur et Languedoc-Roussillon et l'Outarde canepetière qui en France est cantonnée aux grandes plaines céréalières du Centre-Ouest et aux plaines méditerranéennes dans le Languedoc et en Provence.

#### Zones naturelles d'intérêt écologique, faunistique et floristique

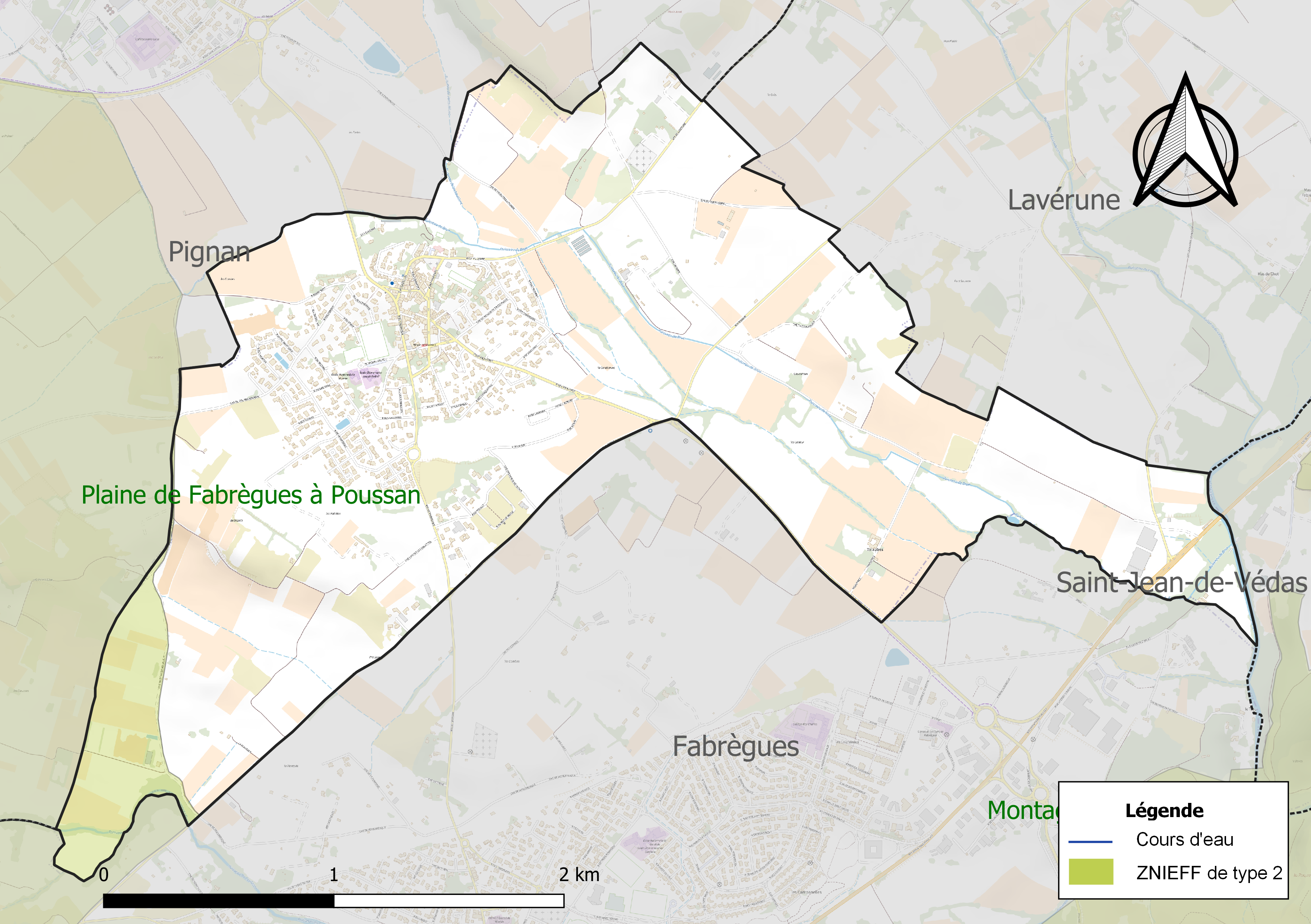
Carte de la ZNIEFF de type 2 localisée sur la commune.

L’inventaire des zones naturelles d'intérêt écologique, faunistique et floristique (ZNIEFF) a pour objectif de réaliser une couverture des zones les plus intéressantes sur le plan écologique, essentiellement dans la perspective d’améliorer la connaissance du patrimoine naturel national et de fournir aux différents décideurs un outil d’aide à la prise en compte de l’environnement dans l’aménagement du territoire.
Une ZNIEFF de type 2 est recensée sur la commune :
la « plaine de Fabrègues à Poussan » (3 330 ha), couvrant 8 communes du département.

## Urbanisme

### Typologie
Au 1er janvier 2024, Saussan est catégorisée petite ville, selon la nouvelle grille communale de densité à sept niveaux définie par l'Insee en 2022.
Elle appartient à l'unité urbaine de Montpellier, une agglomération intra-départementale regroupant 22  communes, dont elle est une commune de la banlieue,,. Par ailleurs la commune fait partie de l'aire d'attraction de Montpellier, dont elle est une commune de la couronne,. Cette aire, qui regroupe 161 communes, est catégorisée dans les aires de 700 000 habitants ou plus (hors Paris),.

### Occupation des sols
L'occupation des sols de la commune, telle qu'elle ressort de la base de données européenne d’occupation biophysique des sols Corine Land Cover (CLC), est marquée par l'importance des territoires agricoles (85,3 % en 2018), en diminution par rapport à 1990 (87,1 %). La répartition détaillée en 2018 est la suivante : 
cultures permanentes (49,4 %), zones agricoles hétérogènes (35,9 %), zones urbanisées (13,7 %), zones industrielles ou commerciales et réseaux de communication (1 %), milieux à végétation arbustive et/ou herbacée (0,1 %). L'évolution de l’occupation des sols de la commune et de ses infrastructures peut être observée sur les différentes représentations cartographiques du territoire : la carte de Cassini (XVIIIe siècle), la carte d'état-major (1820-1866) et les cartes ou photos aériennes de l'IGN pour la période actuelle (1950 à aujourd'hui).

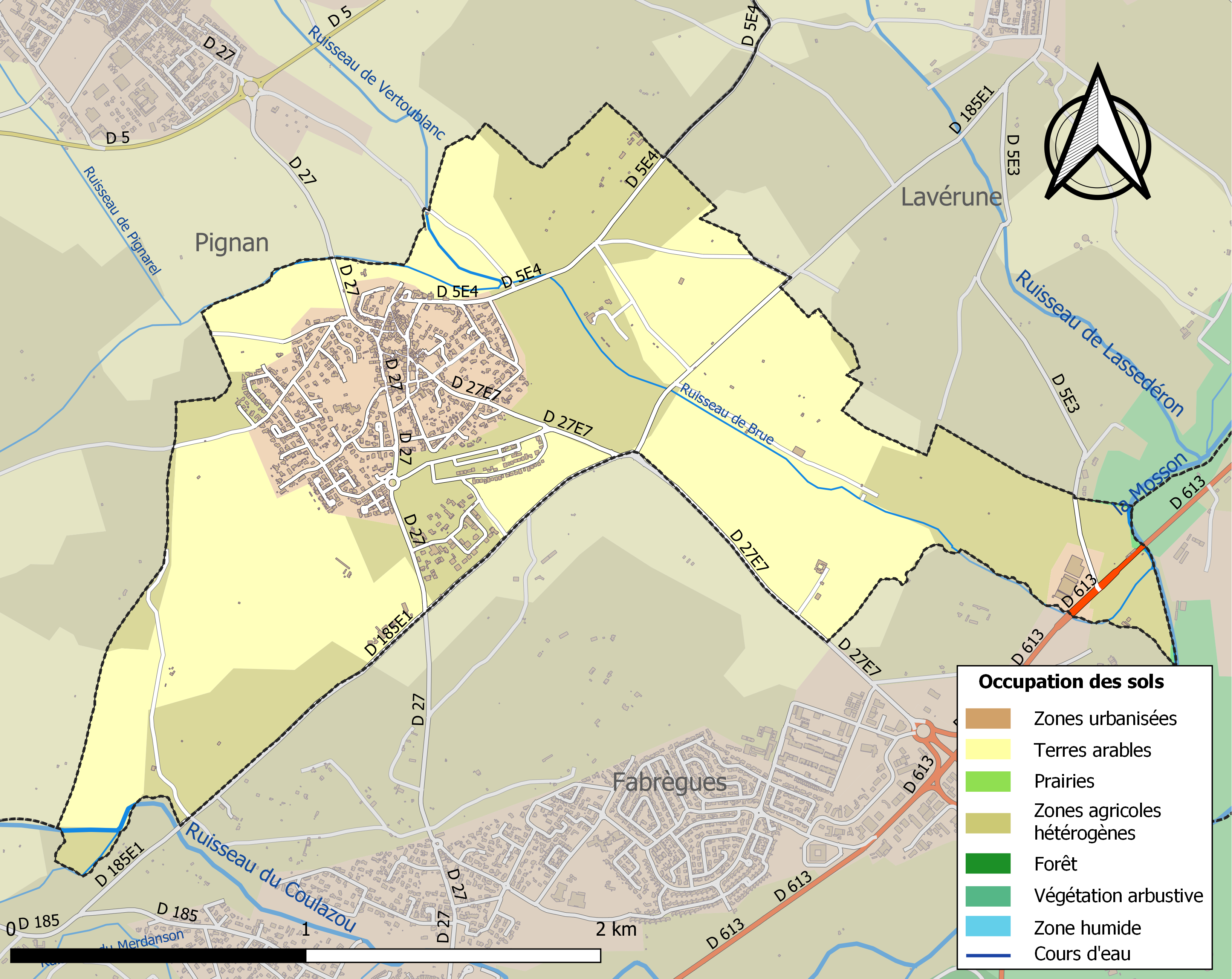
Carte des infrastructures et de l'occupation des sols de la commune en 2018 (CLC).

### Risques majeurs
Le territoire de la commune de Saussan est vulnérable à différents aléas naturels : météorologiques (tempête, orage, neige, grand froid, canicule ou sécheresse), inondations et séisme (sismicité faible). Il est également exposé à un risque technologique,  le transport de matières dangereuses. Un site publié par le BRGM permet d'évaluer simplement et rapidement les risques d'un bien localisé soit par son adresse soit par le numéro de sa parcelle.

#### Risques naturels
La commune fait partie du territoire à risques importants d'inondation (TRI) de Montpellier-Lunel-Maugio-Palavas, regroupant 49 communes du bassin de vie de Montpellier et s'étendant sur les départements de l'Hérault et du Gard, un des 31 TRI qui ont été arrêtés fin 2012 sur le bassin Rhône-Méditerranée, retenu au regard des risques de submersions marines et de débordements du Vistre, du Vidourle, du Lez et de la Mosson. Parmi les événements significatifs antérieurs à 2019 qui ont touché le territoire, peuvent être citées les crues de septembre 2002 et de septembre 2003 (Vidourle) et les tempêtes de novembre 1982 et décembre 1997 qui ont touché le littoral. Des cartes des surfaces inondables ont été établies pour trois scénarios : fréquent (crue de temps de retour de 10 ans à 30 ans), moyen (temps de retour de 100 ans à 300 ans) et extrême (temps de retour de l'ordre de 1 000 ans, qui met en défaut tout système de protection). La commune a été reconnue en état de catastrophe naturelle au titre des dommages causés par les inondations et coulées de boue survenues en 1982, 2002, 2003 et 2014,.
Saussan est exposée au risque de feu de forêt du fait de la présence sur son territoire. Un plan départemental de protection des forêts contre les incendies (PDPFCI) a été approuvé en juin 2013 et court jusqu'en 2022, où il doit être renouvelé. Les mesures individuelles de prévention contre les incendies sont précisées par deux arrêtés préfectoraux et s’appliquent dans les zones exposées aux incendies de forêt et à moins de 200 mètres de celles-ci. L’arrêté du 25 avril 2002 réglemente l'emploi du feu en interdisant notamment d’apporter du feu, de fumer et de jeter des mégots de cigarette dans les espaces sensibles et sur les voies qui les traversent sous peine de sanctions. L'arrêté du 11 mars 2013 rend le débroussaillement obligatoire, incombant au propriétaire ou ayant droit,.

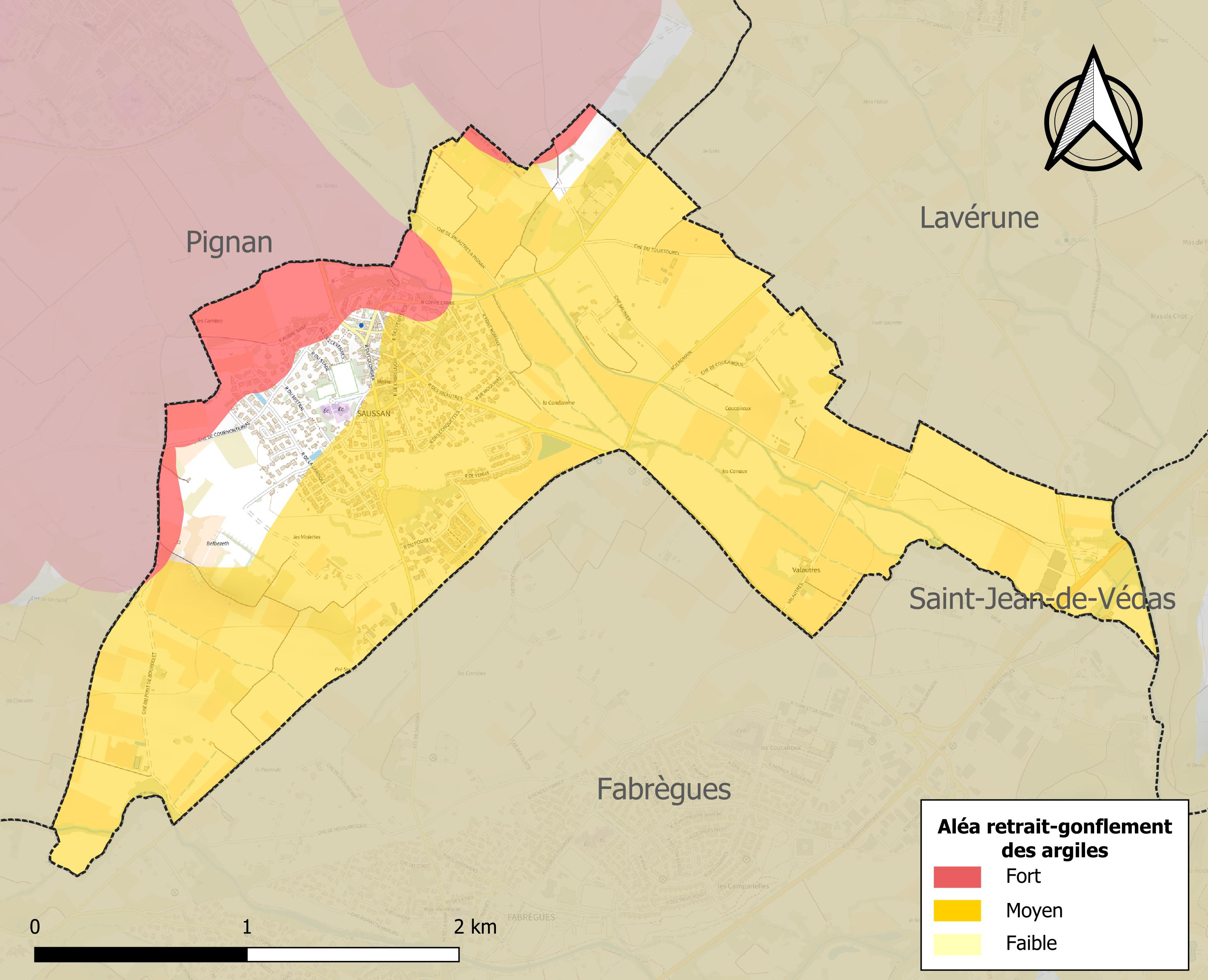
Carte des zones d'aléa retrait-gonflement des sols argileux de Saussan.

Le retrait-gonflement des sols argileux est susceptible d'engendrer des dommages importants aux bâtiments en cas d’alternance de périodes de sécheresse et de pluie. 90,9 % de la superficie communale est en aléa moyen ou fort (59,3 % au niveau départemental et 48,5 % au niveau national). Sur les 579 bâtiments dénombrés sur la commune en 2019, 417 sont en aléa moyen ou fort, soit 72 %, à comparer aux 85 % au niveau départemental et 54 % au niveau national. Une cartographie de l'exposition du territoire national au retrait gonflement des sols argileux est disponible sur le site du BRGM,.
Par ailleurs, afin de mieux appréhender le risque d’affaissement de terrain, l'inventaire national des cavités souterraines permet de localiser celles situées sur la commune.

#### Risques technologiques
Le risque de transport de matières dangereuses sur la commune est lié à sa traversée par des infrastructures routières ou ferroviaires importantes ou la présence d'une canalisation de transport d'hydrocarbures. Un accident se produisant sur de telles infrastructures est susceptible d’avoir des effets graves sur les biens, les personnes ou l'environnement, selon la nature du matériau transporté. Des dispositions d’urbanisme peuvent être préconisées en conséquence.

## Toponymie
La commune a été connue sous les variantes : ecclesia S. Johannis de Celseno (1151), de Salsano (12e s.), parrochia S. Johannis de Salsano (1227), Saussan (1526), etc.
Le nom Saussan dérive de celui d'un domaine gallo-romain Celsius augmenté du suffixe -anum.

## Histoire

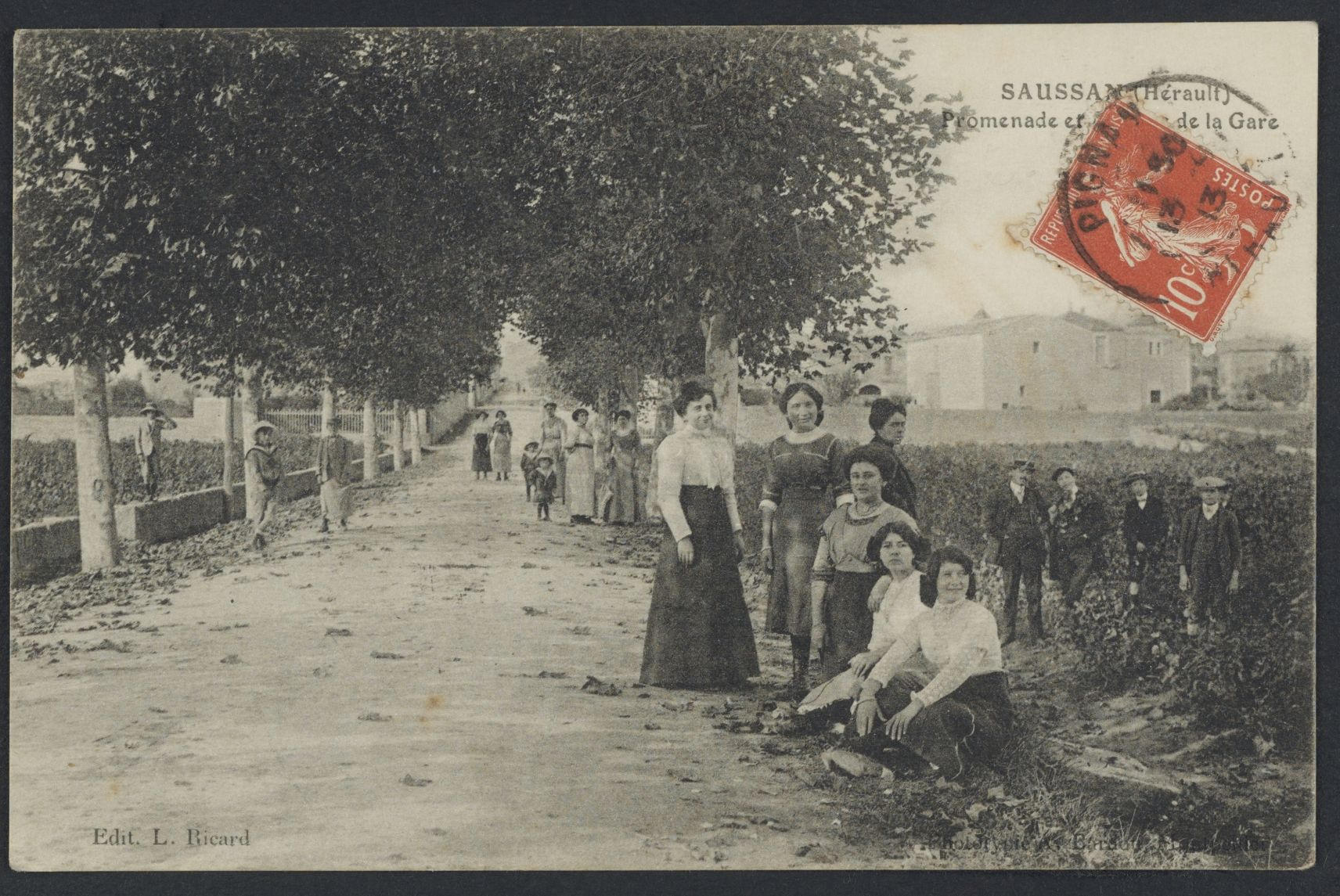
Carte postale de l'avenue de la gare (fin XIX^{e} - début XX^{e} siècle)

Tout a commencé le 4e jour des ides de juin, en 150 après J.C.[réf. nécessaire] Deux grands domaines voisinent et les deux patrons gallo-romains qui ont bon contact de proximité sur les territoires actuels de Saussan et Pignan se rencontrent[réf. nécessaire]. Pinius a fait l’honneur à Celsius de l’inviter pour la soirée. Ils passent de bon moments de causette et de beuverie, allongés sur leur lit de repas, en comparant leurs domaines, leurs productions et leur personnel. Ces deux personnages vont être à la base de la naissance de deux communautés si proches l’un de l’autre : Pignan et Saussan. Il faudra attendre le XIe siècle pour qu’elles apparaissent comme telles dans les textes qui sont conservés[réf. nécessaire]. Ce village tire son nom soit du latin Celsius qui est le nom d’un propriétaire romain qui aurait donné Celsano puis Salsano, soit du terme Salix, le saule. Le village viendrait donc d’une villa romaine, c’est-à-dire un grand domaine agricole proche de la voie domitienne, la Villa Celsiana. L'occupation romaine du territoire actuel de Saussan est avérée en au moins cinq points de la commune.
Les vestiges romains les plus marquants sont la partie de la voie domitienne qui traverse la commune d’est en ouest mais d'autres vestiges ont révélé une présence romaine.
Aux combes ont été découverts des fragments de colonnes cannelées et de chapiteaux en Pierre de Lens, ainsi qu’un autel en calcaire coquillier, qui semble indiquer un lieu de culte et/ou un bâtiment public. À l’est du village, à la Condamine, se situe dans une friche un petit édifice voûté réputé d’époque gallo-romaine dit la « font romana » qui se trouve non loin du « chemin des romains ». À proximité de Valautres, au sommet d'un léger relief, a été repéré un établissement rural antique, couvrant près de 4 000 m2. À l’extrémité de la Mosson, a été retrouvé l’emplacement d’une villa gallo-romaine et un dépotoir. Le mobilier a livré des fragments de lampes à huile, des briques de foyer, des ferrures diverses, des morceaux de sigillées, des amphores, des coquillages et des ossements, ainsi qu’une statuette de Vénus en terre blanche et un couteau en ivoire sculpté.
De ce village sont issues deux lignées d'une même famille Bonnier de la Mosson, Bonnier d'Alco (au départ frères). De nombreux enfants se sont distingués dans des charges prestigieuses pour l'époque, comme receveur des tailles, notaire royal, consuls de Montpellier, conseillers du Roi, chirurgiens, apothicaires et remarquables hommes d'affaires. Cela dans une période XVe et XVIe siècles où la population du village était peu nombreuse. En 1793, on y dénombrait 226 habitants.
Aujourd’hui, Saussan est un village qui a grossi avec notamment de nouvelles habitations sur les axes du village, comme le « nouveau lotissement ». La commune possède également une école maternelle et élémentaire Joseph Delteil.

## Héraldique
| Blason de Saussan | Blason  | De sinople à Saint Jean-Baptiste avec un agneau d'or. |
| Blason de Saussan | Détails | Le statut officiel du blason reste à déterminer.      |

## Politique et administration
| Période   | Période   | Identité            | Étiquette | Qualité |
| --------- | --------- | ------------------- | --------- | ------- |
| 1947      | 1977      | Charles Prunet      |           |         |
| 1977      | mars 1982 | Robert Benaud       |           |         |
| mars 1982 | mars 1989 | Jean-Marie Sevestre | PS        |         |
| mars 1989 | mars 2001 | Michel Landier      | SE        |         |
| mars 2001 | mars 2008 | Jean Paul Lacombe   | DVG       |         |
| mars 2008 | mars 2014 | Michel Landier      | SE        |         |
| mars 2014 | En cours  | Joël Véra           | SE        | Cadre   |

## Démographie
L'évolution du nombre d'habitants est connue à travers les recensements de la population effectués dans la commune depuis 1793. Pour les communes de moins de 10 000 habitants, une enquête de recensement portant sur toute la population est réalisée tous les cinq ans, les populations de référence des années intermédiaires étant quant à elles estimées par interpolation ou extrapolation. Pour la commune, le premier recensement exhaustif entrant dans le cadre du nouveau dispositif a été réalisé en 2007.

En 2022, la commune comptait 1 926 habitants, en évolution de +25,23 % par rapport à 2016 (Hérault : +7,49 %, France hors Mayotte : +2,11 %).
| 1793 | 1800 | 1806 | 1821 | 1831 | 1836 | 1841 | 1846 | 1851 |
| ---- | ---- | ---- | ---- | ---- | ---- | ---- | ---- | ---- |
| 226  | 248  | 238  | 277  | 298  | 281  | 300  | 303  | 336  |

| 1856 | 1861 | 1866 | 1872 | 1876 | 1881 | 1886 | 1891 | 1896 |
| ---- | ---- | ---- | ---- | ---- | ---- | ---- | ---- | ---- |
| 341  | 358  | 360  | 411  | 403  | 321  | 415  | 412  | 440  |

| 1901 | 1906 | 1911 | 1921 | 1926 | 1931 | 1936 | 1946 | 1954 |
| ---- | ---- | ---- | ---- | ---- | ---- | ---- | ---- | ---- |
| 411  | 383  | 402  | 434  | 437  | 426  | 382  | 352  | 312  |

| 1962 | 1968 | 1975 | 1982 | 1990  | 1999  | 2006  | 2007  | 2012  |
| ---- | ---- | ---- | ---- | ----- | ----- | ----- | ----- | ----- |
| 336  | 425  | 526  | 808  | 1 166 | 1 445 | 1 472 | 1 482 | 1 463 |

| 2017  | 2022  | - | - | - | - | - | - | - |
| ----- | ----- | - | - | - | - | - | - | - |
| 1 588 | 1 926 | - | - | - | - | - | - | - |

## Économie

### Revenus
En 2018, la commune compte 627 ménages fiscaux, regroupant 1 626 personnes. La médiane du revenu disponible par unité de consommation est de 25 960 € (20 330 € dans le département).

### Emploi
|                | 2008   | 2013   | 2018  |
| -------------- | ------ | ------ | ----- |
| Commune        | 6,2 %  | 7 %    | 8,1 % |
| Département    | 10,1 % | 11,9 % | 12 %  |
| France entière | 8,3 %  | 10 %   | 10 %  |

En 2018, la population âgée de 15 à 64 ans s'élève à 1 042 personnes, parmi lesquelles on compte 74,6 % d'actifs (66,5 % ayant un emploi et 8,1 % de chômeurs) et 25,4 % d'inactifs,. Depuis 2008, le taux de chômage communal (au sens du recensement) des 15-64 ans est inférieur à celui de la France et du département.
La commune fait partie de la couronne de l'aire d'attraction de Montpellier, du fait qu'au moins 15 % des actifs travaillent dans le pôle,. Elle compte 211 emplois en 2018, contre 188 en 2013 et 181 en 2008. Le nombre d'actifs ayant un emploi résidant dans la commune est de 699, soit un indicateur de concentration d'emploi de 30,2 % et un taux d'activité parmi les 15 ans ou plus de 60 %.
Sur ces 699 actifs de 15 ans ou plus ayant un emploi, 106 travaillent dans la commune, soit 15 % des habitants. Pour se rendre au travail, 90 % des habitants utilisent un véhicule personnel ou de fonction à quatre roues, 3,3 % les transports en commun, 4,8 % s'y rendent en deux-roues, à vélo ou à pied et 1,9 % n'ont pas besoin de transport (travail au domicile).

### Activités hors agriculture

#### Secteurs d'activités
133 établissements sont implantés  à Saussan au 31 décembre 2019. Le tableau ci-dessous en détaille le nombre par secteur d'activité et compare les ratios avec ceux du département,.
| Secteur d'activité                                                                                        | Commune | Commune | Département |
| Secteur d'activité                                                                                        | Nombre  | %       | %           |
| --- | ------- | ------- | ----------- |
| Ensemble                                                                                                  | 133     | 100 %   | (100 %)     |
| Industrie manufacturière, industries extractives et autres                                                | 4       | 3 %     | (6,7 %)     |
| Construction                                                                                              | 28      | 21,1 %  | (14,1 %)    |
| Commerce de gros et de détail, transports, hébergement et restauration                                    | 37      | 27,8 %  | (28 %)      |
| Information et communication                                                                              | 1       | 0,8 %   | (3,3 %)     |
| Activités financières et d'assurance                                                                      | 2       | 1,5 %   | (3,2 %)     |
| Activités immobilières                                                                                    | 5       | 3,8 %   | (5,3 %)     |
| Activités spécialisées, scientifiques et techniques et activités de services administratifs et de soutien | 19      | 14,3 %  | (17,1 %)    |
| Administration publique, enseignement, santé humaine et action sociale                                    | 12      | 9 %     | (14,2 %)    |
| Autres activités de services                                                                              | 25      | 18,8 %  | (8,1 %)     |

Le secteur du commerce de gros et de détail, des transports, de l'hébergement et de la restauration est prépondérant sur la commune puisqu'il représente 27,8 % du nombre total d'établissements de la commune (37 sur les 133 entreprises implantées  à Saussan), contre 28 % au niveau départemental.

#### Entreprises et commerces
Les quatre entreprises ayant leur siège social sur le territoire communal qui génèrent le plus de chiffre d'affaires en 2020 sont : 
- VDMI, activités des sièges sociaux (561 k€)
- SAS Besun Fruits Et Legumes, commerce de gros (commerce interentreprises) de fruits et légumes (405 k€)
- Birte Jensen, traduction et interprétation (106 k€)
- SAS Avle, commerce d'autres véhicules automobiles (8 k€)

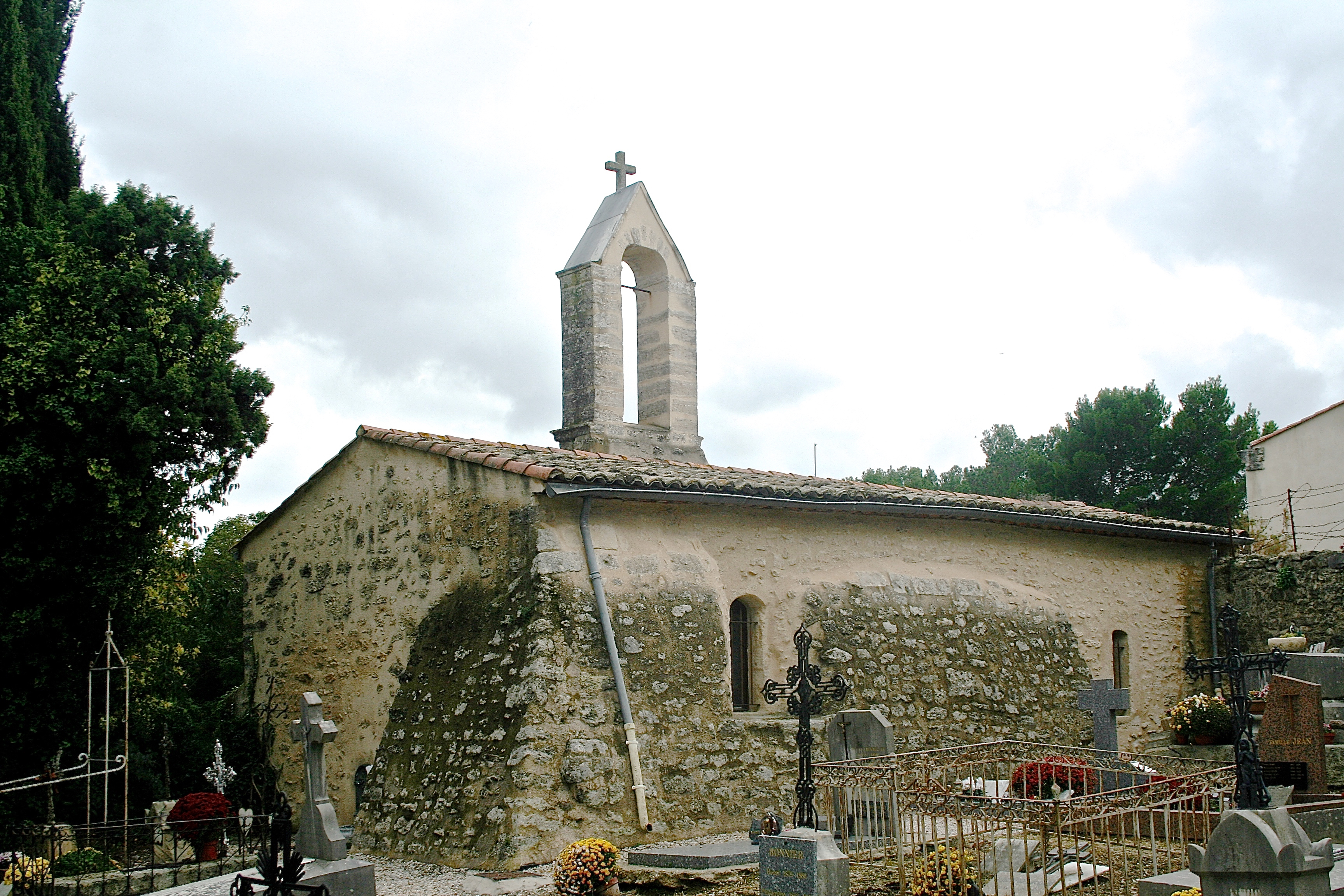
Ancienne chapelle des pénitents

Saussan fut longtemps une commune exclusivement agricole.Tous ses revenus provenaient de ses terres.En 1823, la contenance productive s’élève à 93 % de la superficie totale.Les terres labourables couvraient 50% de la superficie.Quand a la vigne elle occupait une place importante,131 hectares soit 43% de la superficie. Il restait donc que 7% de territoire non cultivé occupait par des près ou des bois. La vigne va énormément se développer jusqu’à couvrir 221 hectares en 1852.Mais en 1878, les vignes vont être ruiné par le phylloxéra.Les vignes vont être vite replantées pour atteindre 310 hectares en 1939.

### Agriculture
|               | 1988 | 2000 | 2010 | 2020 |
| ------------- | ---- | ---- | ---- | ---- |
| Exploitations | 29   | 23   | 11   | 7    |
| SAU (ha)      | 202  | 214  | 70   | 53   |

La commune est dans la « Plaine viticole », une petite région agricole occupant la bande côtière du département de l'Hérault. En 2020, l'orientation technico-économique de l'agriculture  sur la commune est la viticulture. Sept exploitations agricoles ayant leur siège dans la commune sont dénombrées lors du recensement agricole de 2020 (29 en 1988). La superficie agricole utilisée est de 53 ha,,.

## Culture locale et patrimoine

### Lieux et monuments
- Église de la Nativité-de-Saint-Jean-Baptiste de Saussan.
- Chapelle du cimetière de Saussan. Ancienne chapelle des pénitents.
- Bois de Garenne.
- Cimetière

### Personnalités liées à la commune
- Roby Bois, pasteur protestant, secrétaire général de La Cimade (de 1973 à 1984), habita la commune à sa retraite jusqu'en 2009.